# St. Stephen (New Brunswick)
St. Stephen ist eine Stadt im Charlotte County in der kanadischen Provinz New Brunswick. Sie hat 4415 Einwohner (Stand: 2016). 2011 betrug die Einwohnerzahl 4817.

## Geografie
St. Stephen liegt am Unterlauf des St. Croix River. Auf der gegenüberliegenden, südlichen Seite des Flusses befindet sich Calais im US-Bundesstaat Maine. Die Grenze zwischen Kanada und den USA verläuft in der Flussmitte. Die New Brunswick Route127 führt mitten durch St. Stephen, die New Brunswick Route1 verläuft in einem nördlichen Bogen um den Ort.

## Geschichte

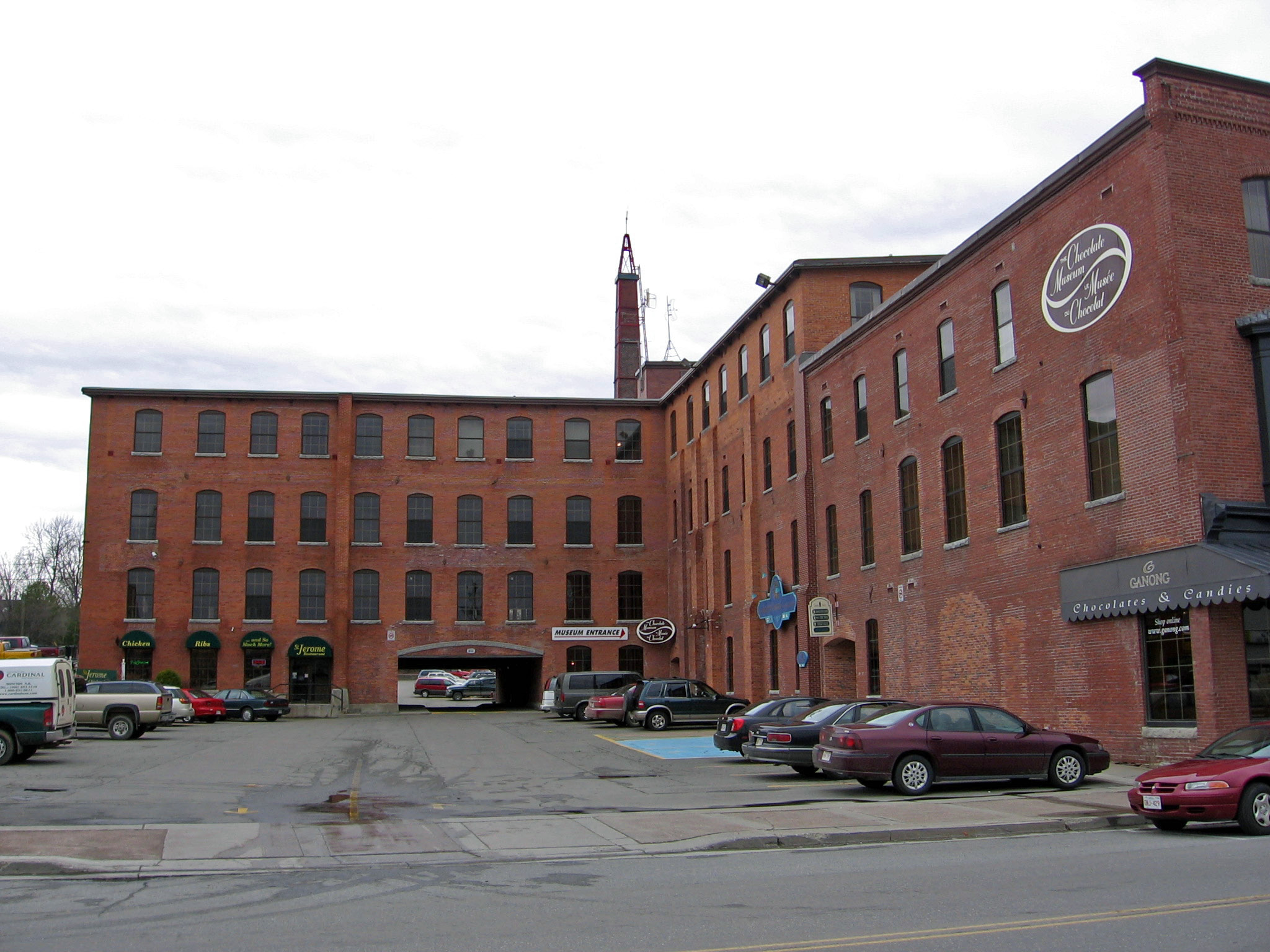
Schokoladenfabrik

Die Passamaquoddyindianer waren die ersten Bewohner der Gegend. Erste Siedler aus Frankreich erkundeten im Jahr 1604 den Unterlauf des St. Croix River, jedoch erst 1784 gründeten Loyalisten eine Siedlung. Der Name der Stadt wurde wahrscheinlich zu Ehren des Diakons Stephanus gewählt. Die vorteilhafte Lage am Fluss führte auf beiden Seiten zu einem starken wirtschaftlichen Aufschwung. Schiffswerften, Docks und Häfen wurden gebaut, Bauholz und andere Güter nach Übersee exportiert. 1871 erhielt der Ort die Stadtrechte. Trotz eines verheerenden Feuers, das viele Gebäude zerstörte, hielt die Phase der Hochkonjunktur bis zum Beginn des Zweiten Weltkriegs an, erlebte dann jedoch einen deutlichen Einbruch.
Neue Wirtschaftszweige wurden mit dem Bau eines Wasserkraftwerks von NB Power, textilverarbeitender Betriebe sowie einer Schokoladenfabrik geschaffen. Seit 1985 wird traditionell ein Chocolate Festival gefeiert, 1999 wurde ein Chocolate Museum eröffnet, und seit dem Jahr 2000 erhielt St. Stephen den Titel Canada's Chocolate Town.
Viele historische Gebäude und Plätze wurden in die List of historic places in Charlotte County, New Brunswick aufgenommen.

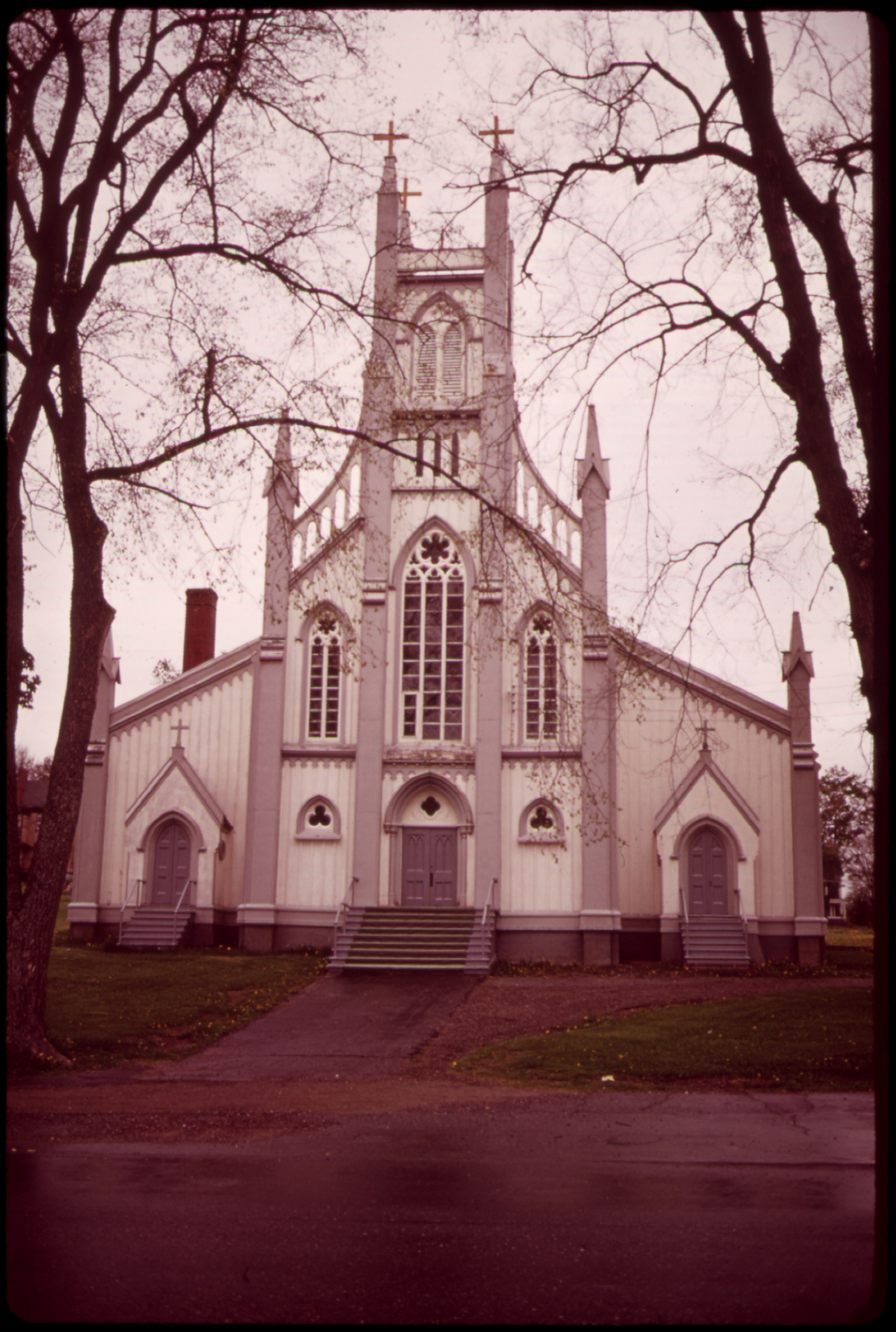
St. Stephen's Roman Catholic Church
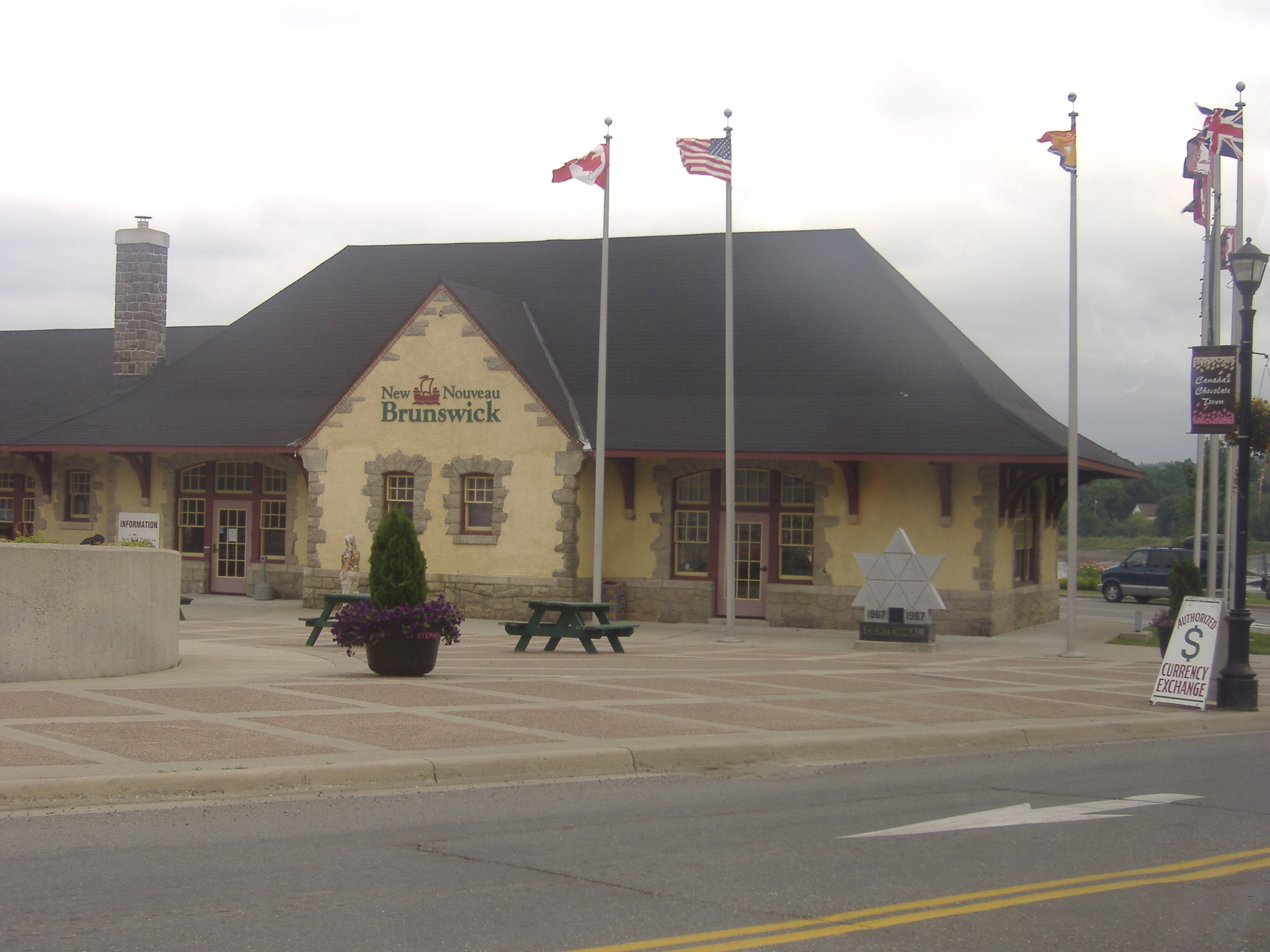
Historischer Bahnhof

## Libellenvorkommen
Eine Besonderheit der Feuchtgebiete in und um St. Stephen ist die Fülle verschiedener Libellen, die dort heimisch sind und die Jahr für Jahr eine Vielzahl von Entomologen anzieht. Festgestellt wurden:
- Kleinlibellen, z. B. Enallagma signatum und Enallagma vesperum
- Pechlibellen, z. B. Ischnura posita
- Flussjungfern, z. B. Hagenius brevistylus
- Zweiflecke, z. B. Epitheca princeps
- Segellibellen, z. B. Libellula incesta
- Großlibellen, z. B. Boyeria vinosa

Entomologen berichteten, dass sie innerhalb von nur drei Tagen fast 60 verschiedene Libellenarten feststellen konnten.

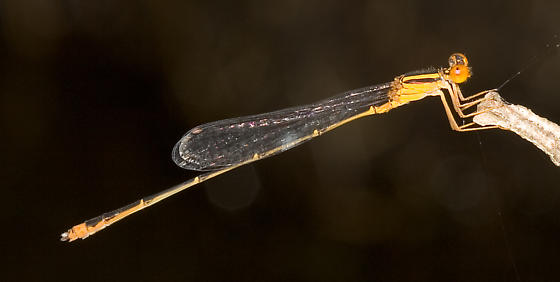
Enallagma signatum
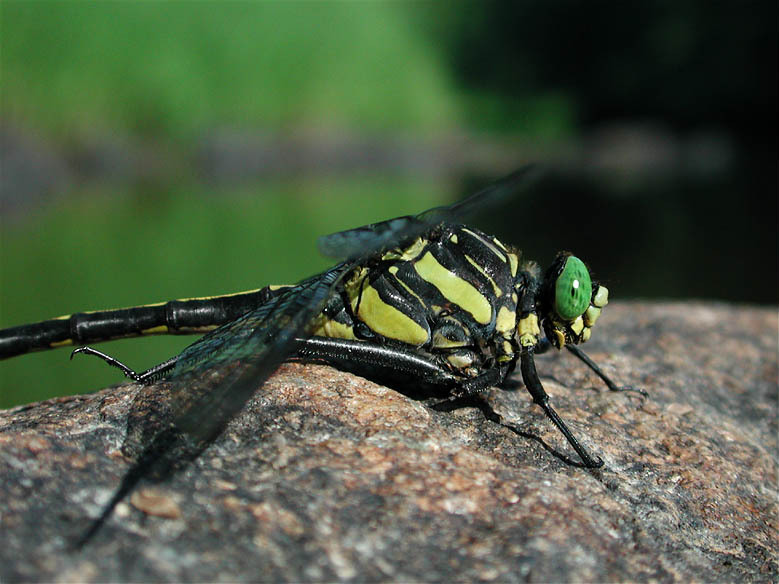
Hagenius brevistylus
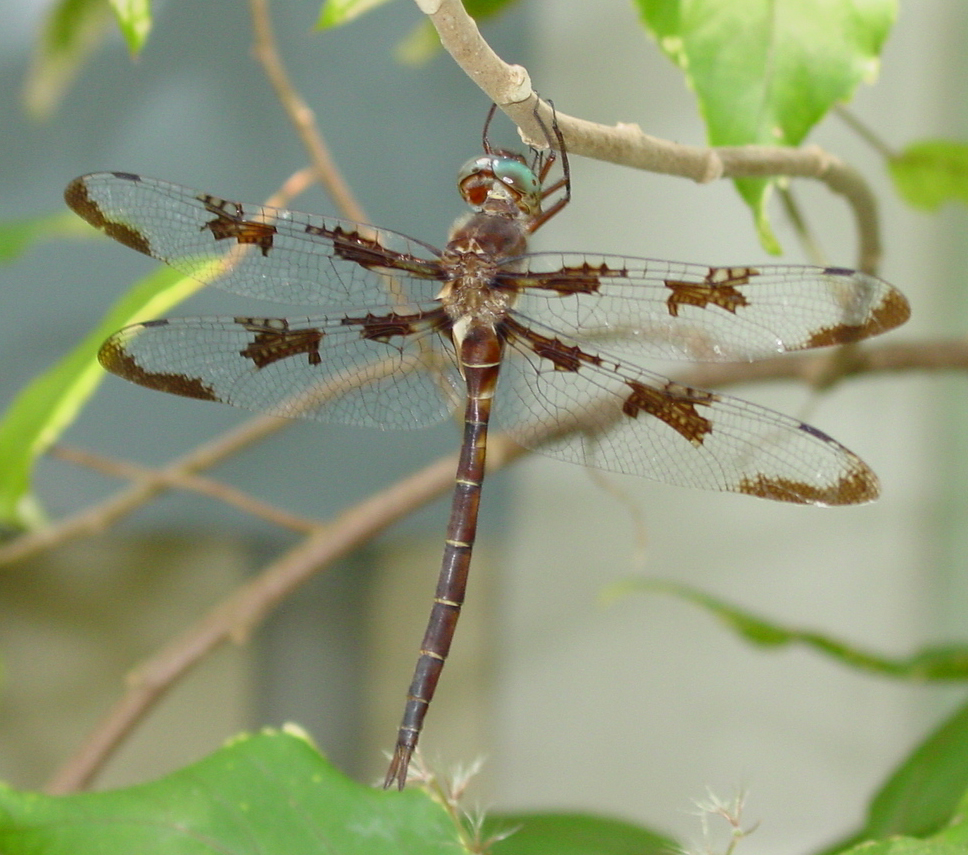
Epitheca princeps
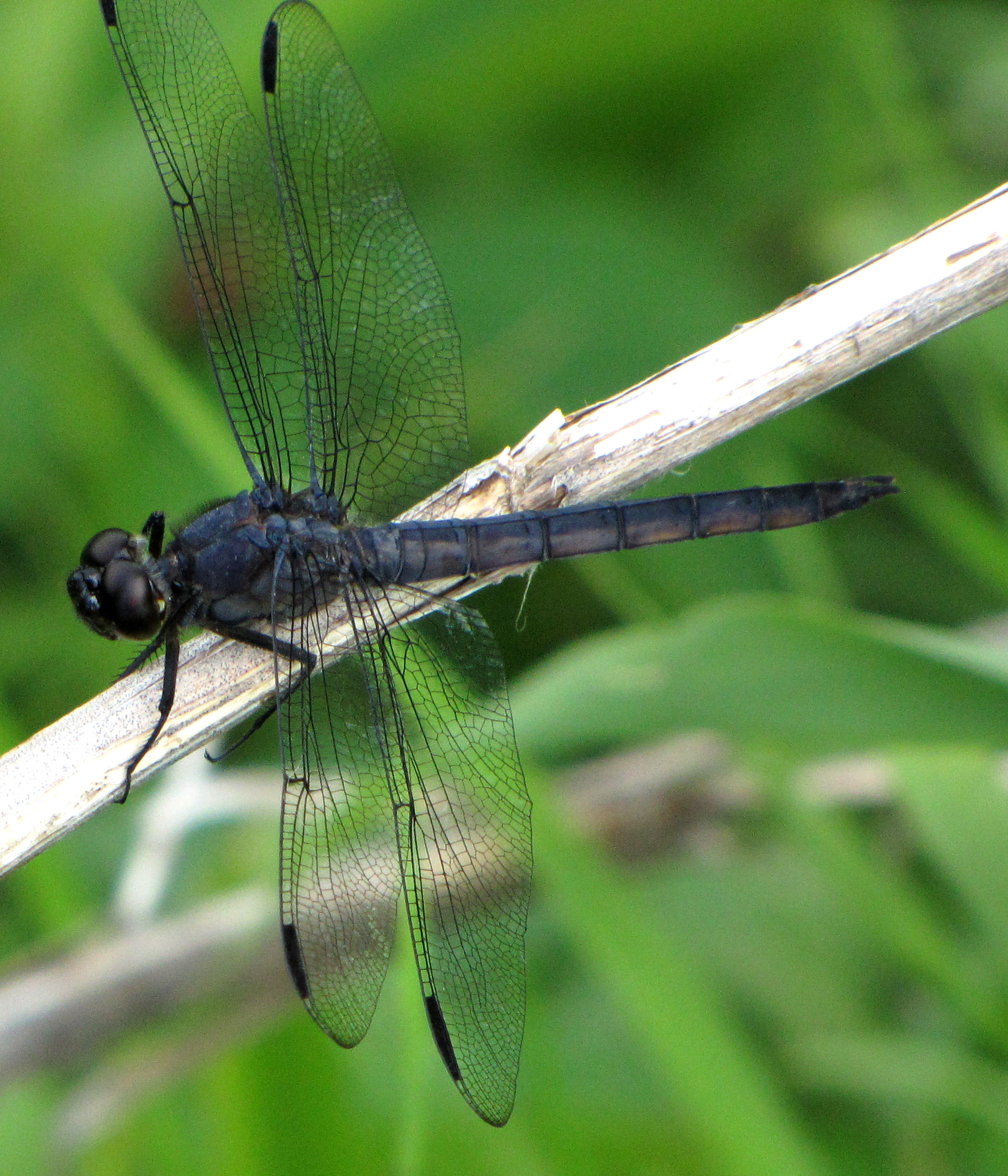
Libellula incesta

## Söhne und Töchter der Stadt
- John R. Riordan, kanadischer Biochemiker
- Henry Burr, kanadischer Sänger